# Genevrières
Pour les articles homonymes, voir Belfond.
Genevrières est une commune française située dans le département de la Haute-Marne, en région Grand Est.

## Géographie

### Localisation
Genevrières se situe non loin au sud de Fayl-Billot, capitale Française de la vannerie.

### Communes limitrophes
| Champsevraine | Poinson-lès-Fayl | Pressigny |
| Belmont       | Genevrières      | Savigny   |
|               | Tornay           | Gillet    |

### Hydrographie
La commune est dans le bassin versant de la Saône au sein du bassin Rhône-Méditerranée-Corse. Elle est drainée par le Vannon, le ruisseau de Belfond, le ruisseau de Volavril et le ruisseau des Noues.
Le Vannon, d'une longueur de 11 km, prend sa source dans la commune de Pressigny et disparaît en milieu souterrain dans la « perte du Vannon », un phénomène karstique qui s'est formé au Bajocien localisé sur la commune de Tornay, après avoir traversé cinq communes,. 

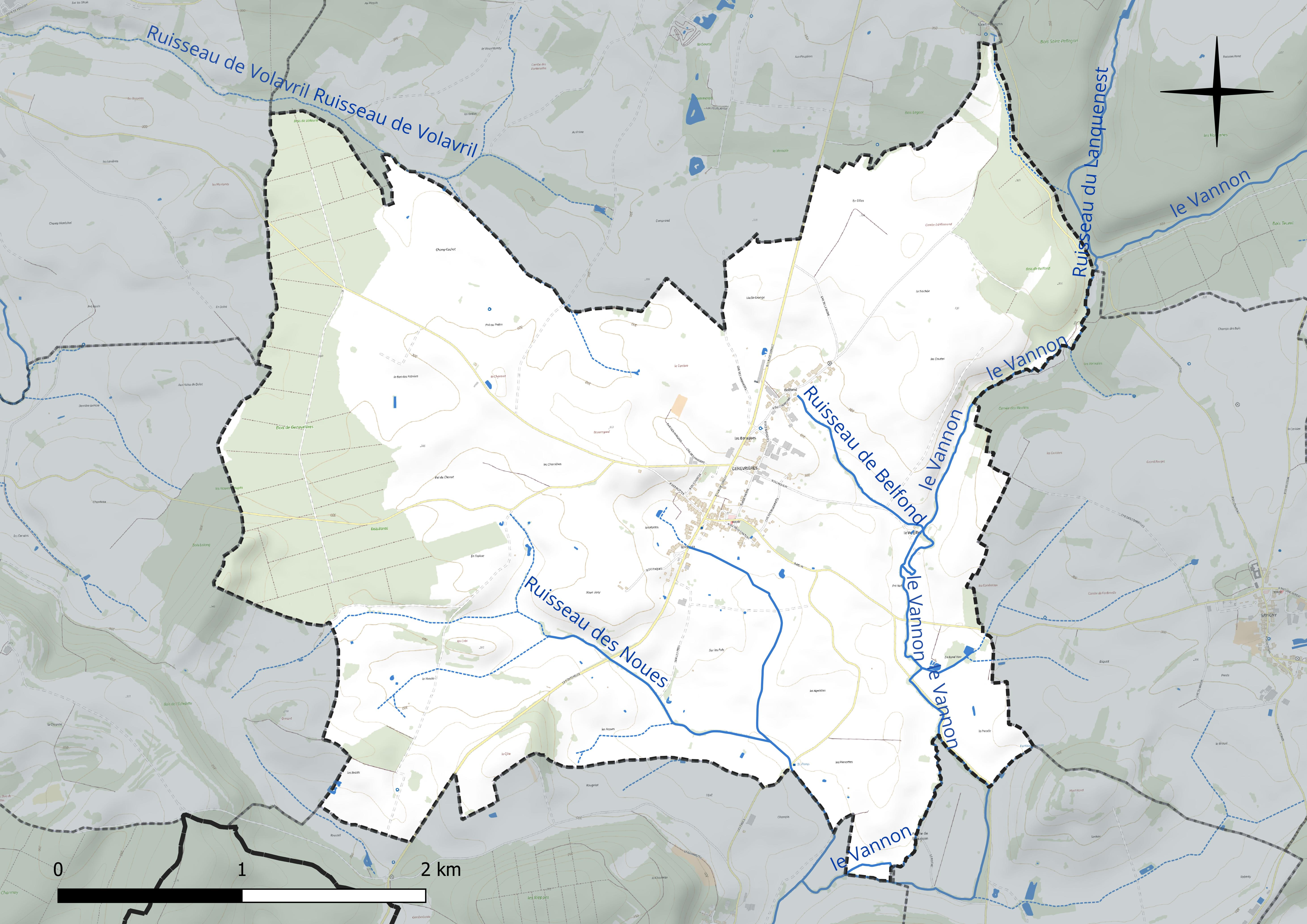
Réseau hydrographique de Genevrières.

### Climat
Pour des articles plus généraux, voir Climat du Grand Est et Climat de la Haute-Marne.
En 2010, le climat de la commune est de type climat des marges montargnardes, selon une étude du Centre national de la recherche scientifique s'appuyant sur une série de données couvrant la période 1971-2000. En 2020, Météo-France publie une typologie des climats de la France métropolitaine dans laquelle la commune est exposée à un climat océanique altéré et est dans la région climatique  Lorraine, plateau de Langres, Morvan, caractérisée par un hiver rude (1,5 °C), des vents modérés et des brouillards fréquents en automne et hiver. 
Pour la période 1971-2000, la température annuelle moyenne est de 10 °C, avec une amplitude thermique annuelle de 17,2 °C. Le cumul annuel moyen de précipitations est de 851 mm, avec 12,7 jours de précipitations en janvier et 8,8 jours en juillet. Pour la période 1991-2020, la température moyenne annuelle observée sur la station météorologique de Météo-France la plus proche, « Fayl-Billot_sapc », sur la commune de Fayl-Billot à 7 km à vol d'oiseau, est de 10,5 °C et le cumul annuel moyen de précipitations est de 995,6 mm. 
La température maximale relevée sur cette station est de 38,5 °C, atteinte le 25 juillet 2019 ; la température minimale est de −16,1 °C, atteinte le 24 décembre 2001,,. 
Les paramètres climatiques de la commune ont été estimés pour le milieu du siècle (2041-2070) selon différents scénarios d'émission de gaz à effet de serre à partir des nouvelles projections climatiques de référence DRIAS-2020. Ils sont consultables sur un site dédié publié par Météo-France en novembre 2022.

## Urbanisme

### Typologie
Au 1er janvier 2024, Genevrières est catégorisée commune rurale à habitat dispersé, selon la nouvelle grille communale de densité à sept niveaux définie par l'Insee en 2022.
Elle est située hors unité urbaine. Par ailleurs la commune fait partie de l'aire d'attraction de Langres, dont elle est une commune de la couronne,. Cette aire, qui regroupe 77 communes, est catégorisée dans les aires de moins de 50 000 habitants,.

### Occupation des sols
L'occupation des sols de la commune, telle qu'elle ressort de la base de données européenne d’occupation biophysique des sols Corine Land Cover (CLC), est marquée par l'importance des territoires agricoles (79,1 % en 2018), une proportion identique à celle de 1990 (79,1 %). La répartition détaillée en 2018 est la suivante : 
prairies (51,8 %), terres arables (23,8 %), forêts (17,7 %), zones agricoles hétérogènes (3,5 %), zones urbanisées (3,2 %). L'évolution de l’occupation des sols de la commune et de ses infrastructures peut être observée sur les différentes représentations cartographiques du territoire : la carte de Cassini (XVIIIe siècle), la carte d'état-major (1820-1866) et les cartes ou photos aériennes de l'IGN pour la période actuelle (1950 à aujourd'hui).

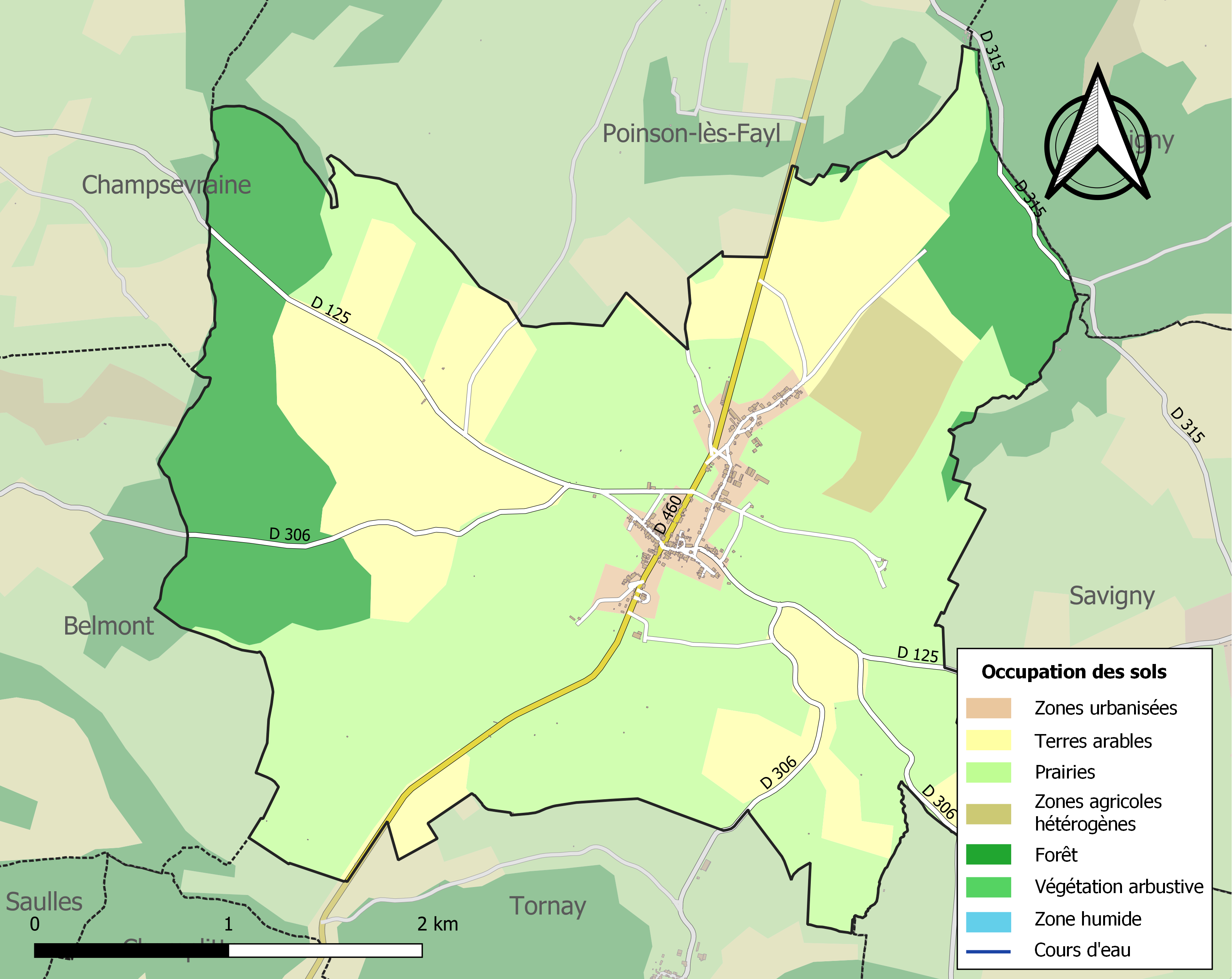
Carte des infrastructures et de l'occupation des sols de la commune en 2018 (CLC).

## Toponymie
Le nom de la localité est attesté sous les formes Genevreres (1147) ; Genevreriae (XIVe siècle) ; Genevrière (1633) ; Genevrières (1732) ; Genevrieres et Belfont (1793) ; Genevrieres et Belfont (1801) ; Genevrières (1801).

Ce nom, d'origine romaine ou romane, évoque le genévriers, nom scientifique générique qui désignait déjà ces arbustes chez les Romains, l'arbuste bien connu avec des baies rouges et des feuilles en forme d'aiguille, jadis très abondant. « Lieu où croissent des genévriers ». Le terme genévrier dérive de genièvre et du suffixe -ier. Il est issu du latin classique juniperus « genévrier » devenu *jeniperus.

## Histoire
Absorbe entre 1790-1794, Belfond.

## Politique et administration

### Liste des maires
| Période                                  | Période                       | Identité             | Étiquette | Qualité                                                                                         |
| ---------------------------------------- | ----------------------------- | -------------------- | --------- | ----------------------------------------------------------------------------------------------- |
| Les données manquantes sont à compléter. |                               |                      |           |                                                                                                 |
| mars 2001                                | 2014                          | Raymond Decourcelles | UMP       | Président de l'ex-CC du Pays Vannier ( ? → 2012) Président de la CC Vanier Amance (2013 → 2014) |
| 2014                                     | En cours (au 2 décembre 2020) | Daniel Guerret       |           | Réélu pour le mandat 2020-2026                                                                  |

## Population et société

### Démographie
L'évolution du nombre d'habitants est connue à travers les recensements de la population effectués dans la commune depuis 1793. Pour les communes de moins de 10 000 habitants, une enquête de recensement portant sur toute la population est réalisée tous les cinq ans, les populations de référence des années intermédiaires étant quant à elles estimées par interpolation ou extrapolation. Pour la commune, le premier recensement exhaustif entrant dans le cadre du nouveau dispositif a été réalisé en 2006.

En 2022, la commune comptait 124 habitants, en évolution de −6,77 % par rapport à 2016 (Haute-Marne : −4,62 %, France hors Mayotte : +2,11 %).
| 1793 | 1800 | 1806 | 1821 | 1831 | 1836 | 1841 | 1846 | 1851 |
| ---- | ---- | ---- | ---- | ---- | ---- | ---- | ---- | ---- |
| 540  | 604  | 623  | 628  | 604  | 617  | 613  | 610  | 622  |

| 1856 | 1861 | 1866 | 1872 | 1876 | 1881 | 1886 | 1891 | 1896 |
| ---- | ---- | ---- | ---- | ---- | ---- | ---- | ---- | ---- |
| 515  | 551  | 557  | 515  | 512  | 520  | 457  | 438  | 442  |

| 1901 | 1906 | 1911 | 1921 | 1926 | 1931 | 1936 | 1946 | 1954 |
| ---- | ---- | ---- | ---- | ---- | ---- | ---- | ---- | ---- |
| 424  | 374  | 390  | 310  | 322  | 307  | 317  | 340  | 287  |

| 1962 | 1968 | 1975 | 1982 | 1990 | 1999 | 2006 | 2011 | 2016 |
| ---- | ---- | ---- | ---- | ---- | ---- | ---- | ---- | ---- |
| 269  | 271  | 218  | 209  | 182  | 169  | 158  | 142  | 133  |

| 2021 | 2022 | - | - | - | - | - | - | - |
| ---- | ---- | - | - | - | - | - | - | - |
| 126  | 124  | - | - | - | - | - | - | - |

## Économie
- Vignes.

## Culture locale et patrimoine
- Genevrières possède une église et un lavoir.